# Pieter Oosterhoff
Pieter Theodorus Oosterhoff (Leeuwarden, 30 maart 1904 - Leiden, 14 maart 1978) was een Nederlandse astronoom.
Oosterhoff promoveerde in 1933 aan de Rijksuniversiteit Leiden bij Ejnar Hertzsprung op een proefschrift met de titel Effectieve golflengten en photographische magnituden van sterren in h en chi Persei. 
Hij werd in 1945 in Leiden aangesteld als gewoon lector sterrenkunde, in 1948 als buitengewoon hoogleraar, en was van 1961 tot 1972 gewoon hoogleraar.
Hij was co-administrateur, samen met Jan Oort van de Sterrewacht Leiden in Nederland.
Zijn gepubliceerde artikels gaan in hoofdzaak over veranderlijke sterren en fotometrie. Hij is het meest
bekend door zijn artikel uit 1939 waarin hij ontdekt dat er twee populaties bolvormige sterrenhopen zijn,
gebaseerd op de periodes van hun RR Lyrae veranderlijke sterren. Deze twee populaties worden nu naar hem Oosterhoff groepen genoemd.
Tussen 1951 en 1952 was hij assistent secretaris generaal van de Internationale Astronomische Unie, en was secretaris generaal van 1952 tot 1958. In 1954 was hij een van de twaalf Europese astronomen die een memorandum schreven dat zou leiden tot de vorming van de
ESO.
Vanaf 1969 was Oosterhoff betrokken bij het bestuur van de Universiteit en was van 1971 tot 1973 lid van het College van bestuur.
De planetoïde 1738 Oosterhoff is naar hem genoemd.